# Massoud Azizi
Massoud Azizi (2 februari 1985) is een Afghaans atleet, gespecialiseerd in de sprint. Hij nam driemaal deel aan de Olympische Spelen.

## Loopbaan
Azizi nam in 2004 deel aan de Olympische Spelen in Athene, waar hij in de eerste ronde van de 100 m werd uitgeschakeld. Met zijn tijd van 11,66 s liep hij de 79e tijd. Een jaar later sneuvelde hij bij de Aziatische kampioenschappen in de Zuid-Koreaanse havenstad Incheon eveneens in de eerste ronde met een tijd van 11,38.
Op de Olympische Spelen van 2008 in Peking sneuvelde hij in de series van de 100 m met een tijd van 11,45. Ook bij de wereldkampioenschappen in Berlijn en Daegu in respectievelijk 2009 en 2011 kwam Azizi niet door de eerste ronde.
In 2012 nam Azizi een derde keer deel aan de Olympische Spelen: op de 100 m werd hij uitgeschakeld in de voorrondes.
In 2013 werd Azizi positief getest op doping tijdens de WK in Moskou. Hij werd door de IAAF twee jaar geschorst voor deelname aan nationale en internationale competities.

## Titels
- Afghaans kampioen 100 m - 2007
- Afghaans kampioen 200 m - 2007

## Persoonlijke records
Outdoor
| Onderdeel | Prestatie       | Datum           | Plaats |
| --------- | --------------- | --------------- | ------ |
| 100 m     | 11,11 s (NR)    | 12 april 2005   | Mekka  |
| 200 m     | 22,65 s (ex-NR) | 6 februari 2010 | Dhaka  |

Indoor
| Onderdeel | Prestatie   | Datum           | Plaats |
| --------- | ----------- | --------------- | ------ |
| 60 m      | 7,25 s (NR) | 31 oktober 2009 | Hanoi  |

## Prestatieontwikkeling
| Jaar | 60 m (indoor) | 100 m | 200 m |
| ---- | ------------- | ----- | ----- |
| 2004 | 7,40          | 11,66 |       |
| 2005 |               | 11,11 |       |
| 2006 |               | 11,40 | 23,33 |
| 2007 |               |       |       |
| 2008 |               | 11,30 |       |
| 2009 | 7,25          | 11,79 |       |
| 2010 |               |       | 22,65 |
| 2011 |               | 11,64 |       |
| 2012 |               | 11,19 |       |
| 2013 |               | 11,58 |       |

## Palmares

### 100 m
- 2004: 8e in serie OS - 11,66 s
- 2005: 7e in serie Aziatische kamp. - 11,38 s
- 2008: 8e in serie OS - 11,45 s
- 2009: 8e in serie WK - 11,79 s
- 2011: 6e in voorronde WK - 11,64 s
- 2012: 6e in voorronde OS - 11,19 s
- 2013: 8e in voorronde WK - 11,78 s